# Supayalat

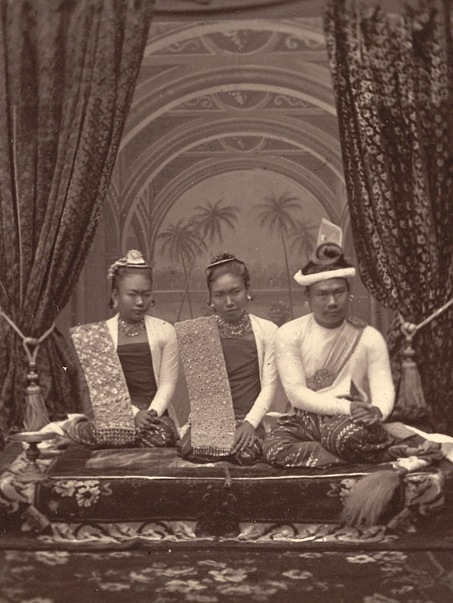
Kung Thibaw, drottning Supayalat och drottningens syster prinsessan Supayagyi, 1885.

Supayalat, född 1859, död 1925, var drottning av Burma från 1878 till 1885 som gift med kung Thibaw Min av Burma Hon var Burmas sista drottning, då landet 1885 erövrades av Storbritannien och blev en brittisk koloni.

## Biografi
Supayalat var dotter till kung Mindon Min av Burma och Hsinbyumashin, som också var hans kusin och nummer tre i rang av hans fyra drottningar. De övriga tre drottningarna var barnlösa, men kungen hade många barn med sina övriga hustrur av lägre rang, bland andra sin favoritson och tronföljare, Thibaw Min. 
När kungen låg på sin dödsbädd 1878, bjöd hennes mor Hsinbyumashin in alla makens hundratals söner och döttrar under förevändning att han ville säga adjö till dem. Hon organiserade sedan en massaker på mellan 80 och 100 prinsar och prinsessor som var i samma ålder som tronföljare Thibaw Min och kunde väntas bli han rivaler om makten. Supayalat har historiskt sett fått ta skulden för massakern. Hon förnekade all vetskap om saken, och den organiserades troligen av hennes mor och minister Kinwon Min Gyi U Kaung. 

### Drottning
När Thibaw Min sedan besteg tronen, erbjöd änkedrottning Hsinbyumashin honom sin dotter prinsessan Supayagyi som drottning. När bröllopet ägde rum, knuffade sig emellertid hennes lillasyster Supayalat sig fram i ceremonin så även hon kom att motta titeln drottning.  
Drottning Supayalat ska ha förhindrat att äktenskapet mellan maken och hennes syster aldrig fullbordats och påtvingat honom monogami. Paret regerade sedan från Mandalay, och hon ska ha haft stort inflytande över regeringen. De fick fyra döttrar.

### Senare liv
År 1885 erövrades Burma av britterna och blev en brittisk koloni. Den före detta kungafamiljen förvisades till Madras i Indien där de levde på brittisk pension. Hennes syster avled 1912 och hennes make fyra år senare. Hon vägrade att lämna ut deras kroppar till slutgiltig begravning och stred till 1919 för att få dem begravda i Mandalay. Exdrottning Supayalat fick tillstånd att återvända till Burma 1919, dock inte till Mandalay, och levde i Rangoon på brittisk pension till sin död. Hon var respekterad av burmeserna som en symbol mot den brittiska kolonialismen. När hon avled vägrade britterna ge tillstånd till en begravning i Mandalay, men hon fick en kunglig statsbegravning.      